# $ad Boyz 4 Life II
$ad Boyz 4 Life II (estilizado en mayúsculas) es el noveno álbum de estudio del cantante mexicano Junior H, lanzado a través de Rancho Humilde y distribuido por Warner Music Latina el 5 de octubre de 2023. El álbum es una secuela del álbum anterior de Junior H, $ad Boyz 4 Life.

## Antecedentes y lanzamiento
Junior H no planeaba crear una secuela de $ad Boyz 4 Life. Había planeado colaborar con artistas en el álbum, como Peso Pluma y Natanael Cano, pero "no pudieron lograrlo" y el álbum terminó siendo un álbum solista.
La fecha de lanzamiento del álbum se anunció a través de la cuenta oficial de Instagram de Junior H y de Spotify México en septiembre de 2023.

## Lista de canciones
| N.º | Título             | Duración |  |
| 1.  | «$ad Boyz II»      | 3:28     |  |
| 2.  | «Rockstar»         | 2:48     |  |
| 3.  | «Serpiente»        | 3:46     |  |
| 4.  | «La cherry»        | 3:32     |  |
| 5.  | «Miéntele»         | 2:56     |  |
| 6.  | «Y lloro»          | 2:59     |  |
| 7.  | «Las noches»       | 3:46     |  |
| 8.  | «Tres botellas»    | 2:42     |  |
| 9.  | «Miles de rosas»   | 4:11     |  |
| 10. | «Paris»            | 3:56     |  |
| 11. | «Otro amor»        | 4:07     |  |
| 12. | «En la peda»       | 3:54     |  |
| 13. | «Piénsalo»         | 4:00     |  |
| 14. | «A tu nombre»      | 4:07     |  |
| 15. | «Lokeron x Amor»   | 3:11     |  |
| 16. | «Mientras duermes» | 3:46     |  |
| 17. | «Entre nosotros»   | 2:45     |  |